# Alatotrochus
Alatotrochus is een geslacht van koralen uit de familie van de Turbinoliidae.

## Soorten
- Alatotrochus japonicus Tachikawa, 2011
- Alatotrochus rubescens (Moseley, 1876)